# Wybranyja pieśni 1989–1993
Wybranyja pieśni 1989–1993 – kompilacja białoruskiego zespołu punk-rockowego Mroja, wydana w 1993 roku przez wytwórnię ZBS. Znalazły się na nim zarówno utwory, które weszły na albumy Studyja BM, Dwaccać wośmaja zorka i Bijapole, jak i niepublikowane wcześniej piosenki.

## Lista utworów

### Strona A
| Nr  | Tytuł utworu            | Oryginalna pisownia tytułu | Album oryginalny      | Długość |
| --- | ----------------------- | -------------------------- | --------------------- | ------- |
| 1.  | „Pradczuwańnie krywi”   | «Прадчуваньне крыві»       | –                     | 5:03    |
| 2.  | „Majo bijapole”         | «Маё біяполе»              | Bijapole              | 4:27    |
| 3.  | „Czorna-bieły son”      | «Чорна-белы сон»           | Bijapole              | 4:33    |
| 4.  | „Dwaccać wośmaja zorka” | «Дваццаць восьмая зорка»   | Dwaccać wośmaja zorka | 5:02    |
| 5.  | „Szmat”                 | «Шмат»                     | Dwaccać wośmaja zorka | 4:59    |
| 6.  | „Chali-hali”            | «Халі-галі»                | Bijapole              | 3:09    |
| 7.  | „Hulaj, dusza”          | «Гуляй, душа»              | Bijapole              | 5:48    |
| 8.  | „Kastrycznicki ciahnik” | «Кастрычнцкі цягнік»       | Dwaccać wośmaja zorka | 5:31    |
| 9.  | „Australijskaja polka”  | «Аўстралійская полька»     | Dwaccać wośmaja zorka | 3:05    |
| 10. | „Mafija”                | «Мафія»                    | Dwaccać wośmaja zorka | 3:41    |
|     |                         |                            |                       | 45:18   |

### Strona B
| Nr | Tytuł utworu                         | Oryginalna pisownia tytułu      | Album oryginalny      | Długość |
| -- | ------------------------------------ | ------------------------------- | --------------------- | ------- |
| 1. | „Dzieuczyna z czarounuju uśmieszkaj” | «Дзеўчына з чароўную ўсьмешкай» | –                     | 3:49    |
| 2. | „Usio na pałowu”                     | «Ўсё на палову»                 | –                     | 4:16    |
| 3. | „Swaboda”                            | «Свабода»                       | –                     | 3:59    |
| 4. | „Wino i chleb”                       | «Віно і хлеб»                   | –                     | 4:43    |
| 5. | „Nocz za waknom”                     | «Ноч за вакном»                 | –                     | 3:44    |
| 6. | „Aposzni inspiektar”                 | «Апошні інспектар»              | Dwaccać wośmaja zorka | 7:53    |
| 7. | „Ziamla”                             | «Зямля»                         | Dwaccać wośmaja zorka | 4:04    |
| 8. | „Ja – rok-muzykant”                  | «Я — рок-музыкант»              | Dwaccać wośmaja zorka | 4:14    |
| 9. | „Jon jaszcze wierniecca”             | «Ён яшчэ вернецца»              | Studyja BM            | 3:22    |
|    |                                      |                                 |                       | 40:04   |

## Twórcy
- Lawon Wolski – klawisze, wokal
- Juraś Laukou – gitara basowa, chórki
- Aleh Dziemidowicz – perkusja, chórki
- Wieniedykt Konieu-Pietuszkiewicz – gitara
- Aleh Pipin – gitara
- Wiktar Szot – gitara
- Wiktar Smolski – gitara
- Pit Paułau – gitara[1]